# Bastion (computerspel)
Bastion is een computerspel ontwikkeld door de onafhankelijke uitgever Supergiant Games en uitgegeven op 20 juli 2011 voor op de Xbox 360. Later werd het spel ook uitgegeven op Microsoft Windows, Mac OS X, iOS, als browserspel in Google Chrome, Linux en OnLive.
Van het spel zijn meer dan 2 miljoen exemplaren verkocht.

## Gameplay
De speler bestuurt "het kind" (The kid) tijdens het manoeuvreren door een zwevende fantasiewereld en het vechten met verschillende type vijanden. Het spel wordt tijdens de cutscenes en tijdens de gameplay ondersteund door een verteller. Bastion is zo gemaakt dat het lijkt alsof alles met de hand geschilderd is. De speler kan door vijanden te doden en missies te volbrengen een hoger level bereiken. Het kind gebruikt twee verschillende wapens die verbeterd en vervangen kunnen worden.

## Verhaal
Het verhaal draait om de Bastion, een groot zwevend platform waar verscheidene soorten gebouwen neergezet kunnen worden. Het spel vindt plaats vlak na de Calamity (grote ramp), waardoor de stad Caelondia en de omliggende wereld in stukken is gescheurd en nu rondzweeft. De burgers die er wonen zijn veranderd in as en de natuur is volledig ontwricht. De speler gaat op zoek naar overlevenden in de omgeving en probeert de Bastion te repareren.
Uiteindelijk vertelt Rucks, een oude man die het kind in het begin van het spel ontmoet, dat de Bastion de macht heeft om terug te gaan in de tijd en zo de Calamity ongedaan kan maken. De Bastion kan echter ook gebruikt worden om de vijanden van Caelondia te vernietigen, maar dat betekent dat de tijd niet meer teruggespoeld kan worden. De speler wordt gedwongen een keuze te maken.
In de New Game+ modus zijn een aantal hints gegeven, wat erop wijst dat het terugspoelen niet voorkomt dat de Calamity weer gebeurt.